# کر اسمیت
 کر اسمیت (انگلیسی: Kerr Smith؛ زادهٔ ۹ مارس ۱۹۷۲) بازیگر اهل ایالات متحده آمریکا است که بیشتر برای ایفای نقش کارتر هورتون در مجموعه فیلم‌های مقصد نهایی و رابرت کوئین در مجموعه تلویزیونی پرورشگاهی‌ها (۲۰۱۸–۲۰۱۴) شهرت دارد.

## فیلم‌شناسی

### سینما
- مقصد نهایی (۲۰۰۰)
- مقاصد بی‌رحمانه ۳ (۲۰۰۳)
- ولنتاین خونین من (۲۰۰۹)
- مقصد نهایی ۵ (۲۰۱۱)

### تلویزیون
- بی‌واچ (۱۹۹۸)
- افسون‌شده (۲۰۰۵–۲۰۰۴)
- سی‌اس‌آی: میامی (۲۰۰۵)
- پانکد (۲۰۰۷)
- سی‌اس‌آی (۲۰۰۷)
- ان‌سی‌آی‌اس (۲۰۱۱)
- پرورشگاهی‌ها (۲۰۱۸–۲۰۱۴)
- ذهن‌های جنایتکار (۲۰۱۴)
- مأموران شیلد (۲۰۱۶)
- شک (۲۰۱۷)
- ان‌سی‌آی‌اس: لس آنجلس (۲۰۱۹)
- ریوردیل (۲۰۲۰–۲۰۱۹)